# Slobodan Kojović
Slobodan Kojović (1952) è un ex calciatore jugoslavo, dal 1992 bosniaco, di ruolo centrocampista.
Vanta 127 incontri nella massima divisione jugoslava (vince un titolo nel 1972), 57 sfide nella prima divisione belga e 3 in Coppa UEFA.

## Palmarès

### Club

#### Competizioni nazionali
- Campionato jugoslavo: 1

Željezničar: 1971-1972